# Evangelische Kirche Lotte

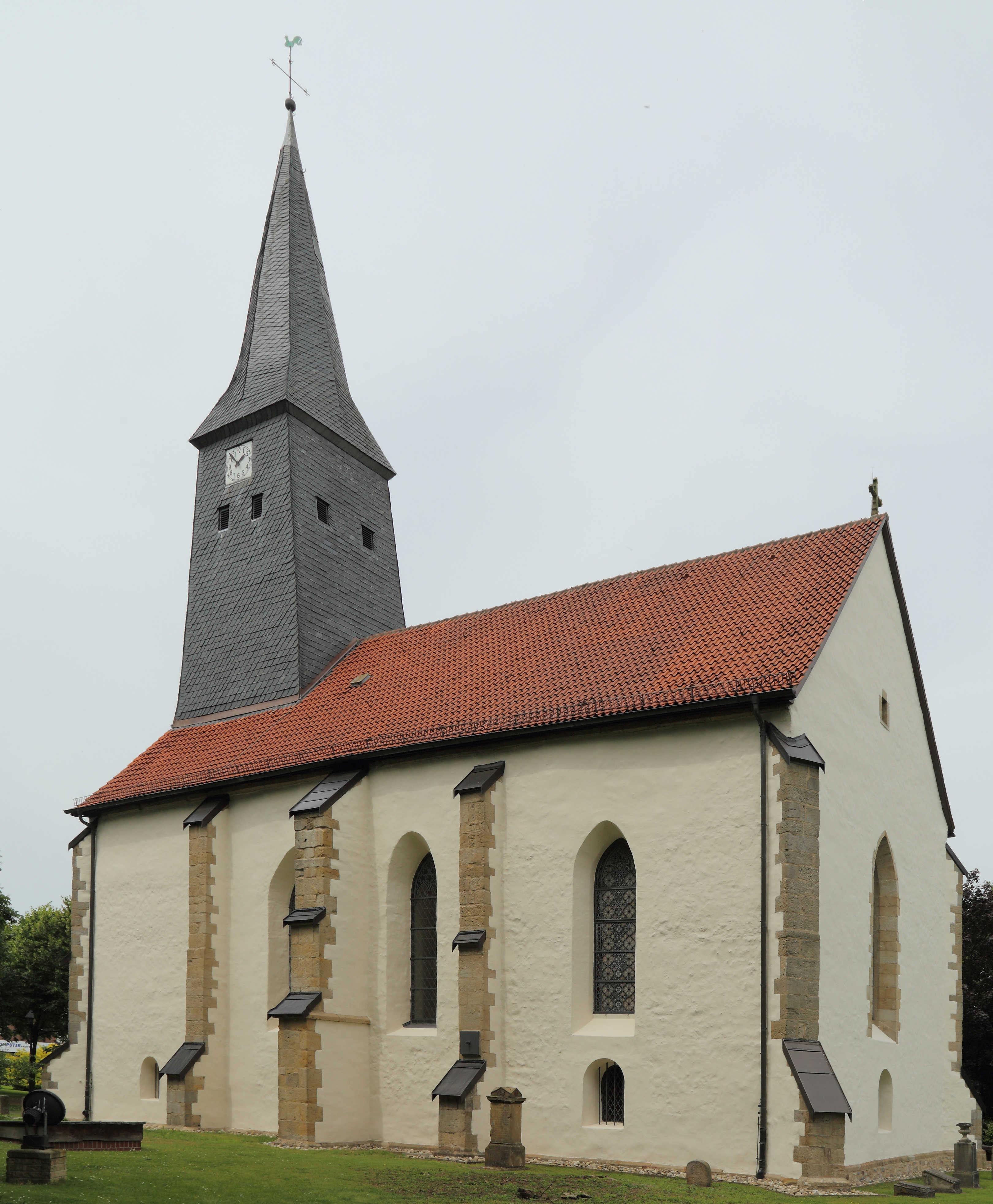
Evangelische Kirche in Lotte (Südseite)

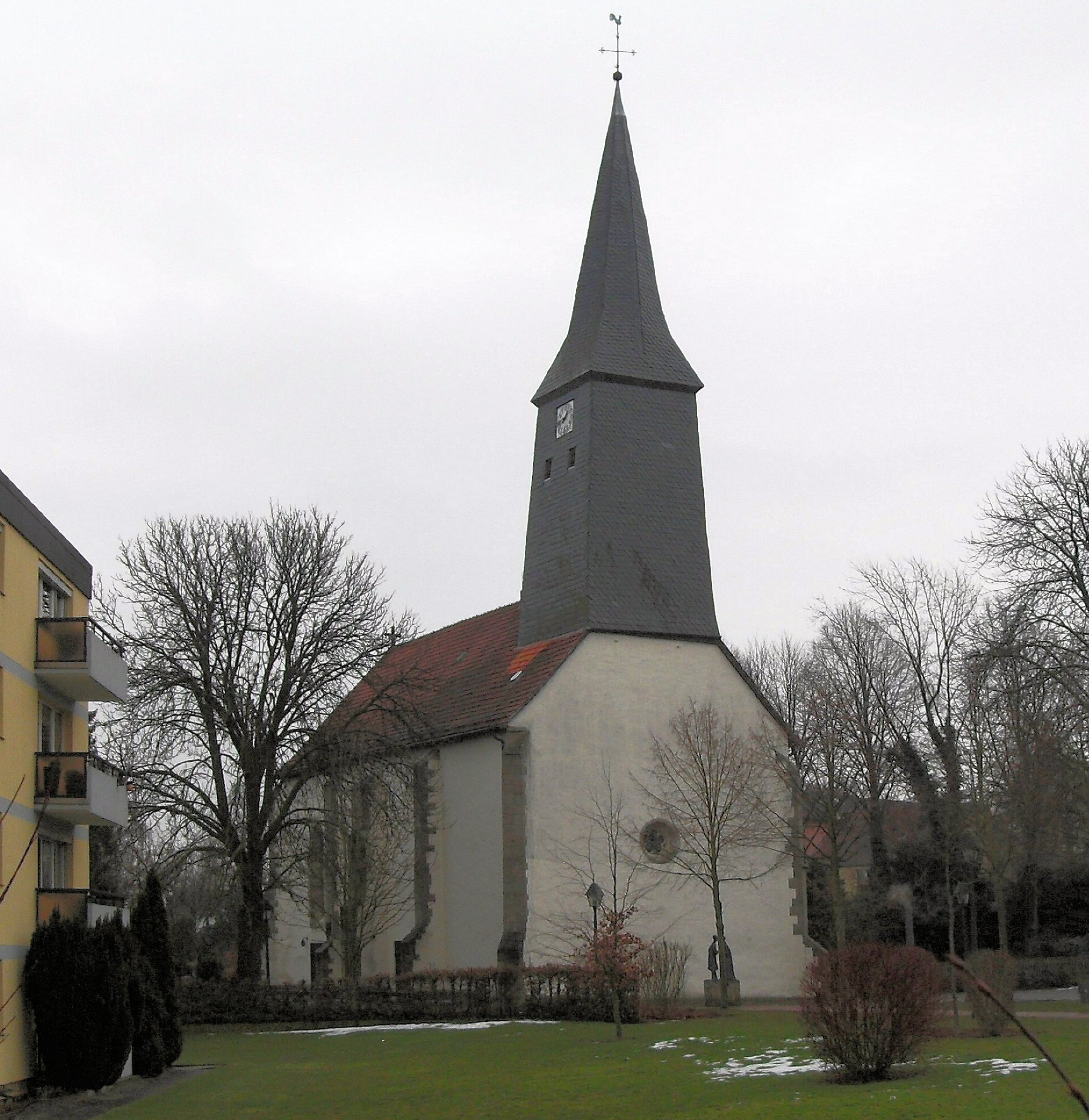
Evangelische Kirche in Lotte (Westseite)

Die Evangelische Kirche ist ein denkmalgeschütztes Kirchengebäude am Kirchplatz in Lotte, einer Gemeinde im Kreis Steinfurt in Nordrhein-Westfalen.

## Geschichte und Architektur
Das Kirchspiel wurde 1312 von Otto von Tecklenburg gegründet. Von der 1315 vollendeten Kirche ist noch die Turmhalle erhalten. An diese wurde der spätgotische Saal angefügt. Die Saalkirche mit drei Jochen ist von einem mächtigen, verschieferten Giebelreiter bekrönt, dieser wurde 1644 aufgesetzt. Der Innenraum wurde 1909 neu gestaltet, seit dieser Zeit dient die Turmhalle als Chor. Der Putzbau ist in der Westwand durch Fünfpassfenster, ansonsten durch Spitzbogenfenster gegliedert. In den Seitenwänden der niedrigen Chorhalle mit Domikalgewölbe befinden sich rundbogige Nischen. In das Langhaus wurde ein sechsteiliges, im östlichen Joch ein vierteiliges, gebustes Rippengewölbe eingezogen. Die Schlusssteine sind mit Reliefdarstellungen verziert. Die Empore mit Holzintarsien wurde nach 1909 eingebaut.

## Ausstattung
- Das barocke Orgelgehäuse ist mit 1684 bezeichnet, es wurde 1807 verändert.
- Die dreistöckige flämische Leuchterkrone aus Messing ist mit 1777 bezeichnet.
- Die Glocke wurde 1782 von Wilhelm Anton Rincker gegossen.
- Im Chorraum steht ein als achteckige Säule gefertigter Taufstein, er wurde 2004 angeschafft.